# Lažany (Eslováquia)
Lažany (em húngaro: Lászka) é um município da Eslováquia, situado no distrito de Prešov, na região de Prešov. Tem 1,31 km² de área e sua população em 2018 foi estimada em 186 habitantes.

## Demografia
| Ano:        | 1994 | 2004    | 2014    | 2024   |
| ----------- | ---- | ------- | ------- | ------ |
| Broj ljudi: | 130  | 151     | 178     | 161    |
| Razlika:    |      | +16,15% | +17,88% | -9,55% |

| Ano:               | 2023 | 2024   |
| ------------------ | ---- | ------ |
| Número de pessoas: | 166  | 161    |
| Diferença:         |      | -3,01% |